# Вандебос, Ингрид
И́нгрид Вандебо́с-Го́рдон (нидерл. Ingrid Vandebosch-Gordon; род. 8 ноября 1970,Римст,Лимбург, Бельгия) — бельгийская фотомодель и актриса

.

## Биография
Ингрид Вандебос родилась 8 ноября 1970 года в Римсте (провинция Лимбург, Бельгия).
Ингрид начала свою карьеру фотомодели в 1986 году. Затем она переехала в Париж, где работала и жила в течение 7 лет. Сыграла в нескольких фильмах.
С 7 ноября 2006 года Ингрид замужем за автогонщиком Джеффом Гордоном (род.1971), с которым она встречалась 2 года до их свадьбы. У супругов есть двое детей — дочь Элла София Гордон (род.20.06.2007) и сын Лео Бенджамин Гордон (род.09.08.2010).

## Фильмография
| Год  |   | Русское название   | Оригинальное название | Роль             |
| ---- | - | ------------------ | --------------------- | ---------------- |
| 2001 | ф | Студенческий угар  | Going Greek           | красивая девушка |
| 2004 | ф | Нью-Йоркское такси | Taxi                  | третий грабитель |